# Jeong Doo-hong
 (octobre 2013).
Si vous disposez d'ouvrages ou d'articles de référence ou si vous connaissez des sites web de qualité traitant du thème abordé ici, merci de compléter l'article en donnant les références utiles à sa vérifiabilité et en les liant à la section « Notes et références ».
Jeong Doo-hong est un instructeur d'arts martiaux coréens, acteur et producteur, né le 14 décembre 1966 à Chilsan-ri à Imcheon-myeon dans district de Buyeo de la province de Chungcheong du Sud.

## Biographie
Jeong Doo-hong pratique le Tae Kwon Do dès son plus jeune âge, il entra en école de sport pour ensuite promouvoir les arts martiaux coréens et la culture coréenne à travers le monde. Il enseigna au Mexique, au Japon et aux États-Unis en qualité de Maître[réf. nécessaire].
Il fut instructeur des unités d’élites de l'armée coréenne durant son service militaire puis garde du corps d'un député coréen a la sortie de l'armée. À 24 ans, en 1990, il fait ses débuts au cinéma dans le film The Generals son en qualité de cascadeur. À 25 ans, Artiste martial surdoué, perfectionniste et travailleur, il devient le plus jeune Directeur de films d'arts martiaux de l'histoire de la Corée[réf. nécessaire].

## Filmographie
- 2000 : Foul King (반칙왕) de Kim Jee-woon
- 2002 : No Blood No Tears (피도 눈물도 없이) de Ryoo Seung-wan
- 2002 : Champion de Kwak Kyung-taek
- 2002 : Resurrection of the Little Match Girl (Sungnyangpali sonyeoui jaerim) de Jang Sun-woo
- 2003 : Natural City (내츄럴 시티) de Min Byeong-cheon
- 2004 : Frères de sang (태극기 휘날리며) de Kang Je-gyu
- 2004 : Arahan (아라한-장풍 대작전) de Ryu Seung-wan
- 2005 : Fighter in the Wind (바람의 파이터) de Yang Yunn-ho
- 2006 : The City of Violence (짝패) de Ryoo Seung-wan
- 2008 : Le Bon, la Brute et le Cinglé (좋은 놈, 나쁜 놈, 이상한 놈) de Kim Jee-woon
- 2013 : G.I. Joe : Conspiration de Jon Chu
- 2013 : Red 2 de Dean Parisot
- 2025 : Ballerina de Len Wiseman :  Il Seong